# Тхохай
Тхохай (вьет. Thọ Hải) — община в уезде Тхосюан, провинция Тханьхоа, Вьетнам .

## География
Община расположена на берегу реки Тю, имеет относительно равнинный рельеф. Из 7,09 км² общей территории занято сельским хозяйством 4,47 км²/ В целом земля благоприятна для сельского хозяйства, хотя на некоторых участках плодородный слой имеет небольшую толщину, почва кислая и недостаточно богата фосфором. Для улучшения плодородности в общине ещё во времена французской колонизации была создана масштабная ирригационная система.

## Климат
Сезонов два: жаркое лето (28-30 °C) и прохладная зима (25 °C). Самый жаркий месяц — июнь с температурой до 39 °C, самый холодный — декабрь (до 9 °C). Влажность в среднем 86 %, годовая норма осадков — 1800 мм. Дуют муссонные ветры. С июля по октябрь нередки штормы силой 6-7 баллов, иногда до 9-10 баллов.

## Население
Население в 1999 году составляло 7003 человека, плотность населения составляла 995 человек/км². 

## Экономика
Основные сферы экономики — сельское хозяйство, ремесленное производство, услуги и торговля.
Через общину проходит Национальное шоссе 47C, а деревни связаны качественными дорогами, что способствует росту торговли с другими районами.